# Час майстрів
«Час Майстрі́в» — українське книжкове видавництво, засноване у Харкові в 1999 році, спеціалізується на літературі для дітей та їх батьків.
Свою увагу видавництво спрямовує на видання творів українських письменників і художників. Усі книги видаються українською мовою. Видавництво знаходиться у Харкові та Києві. Головний офіс розташовано у Києві.

## Історія
Видавництво було започатковано у 1999 році Олегом Симоненко та групою однодумців під назвою «Майстер-клас». Воно було спрямоване на видання навчальної літератури — посібники, підручники, методична й довідкова література для вчителів, школярів та абітурієнтів.
2007 року у засновника видавництва народжуєтся дитя і під гаслом «треба робити книги для всіх, як для своєї дитини», він змінює напрямок діяльності видавництва на створення дитячих книг.

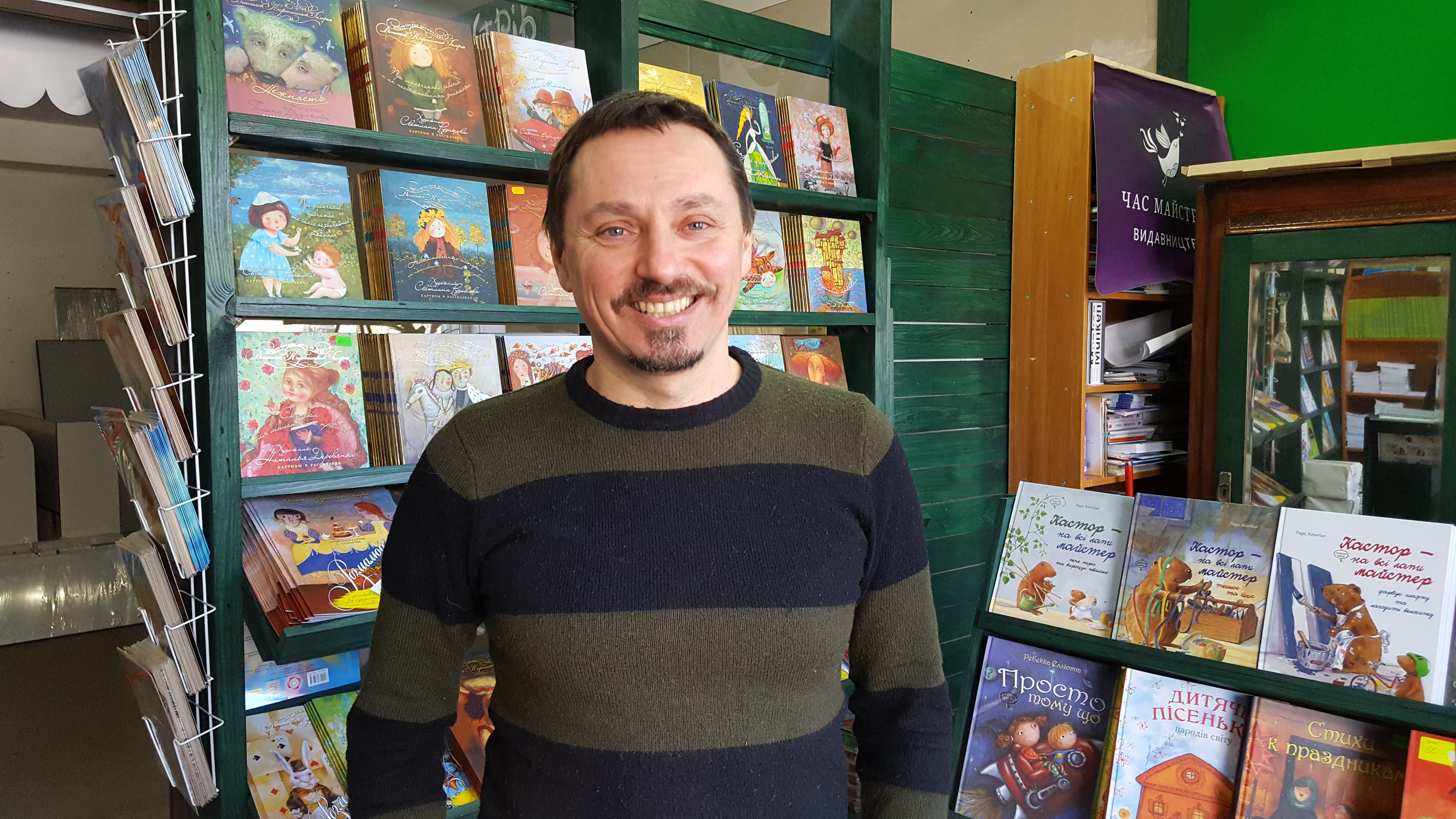
Олег Симоненко, директор Видавництва «Час майстрів»

У 2011 році видавництво започаткувало проект «Дитяча картинна галерея». В основі проекту — ідея створення серії книг «навпаки». Спочатку для видання добирають художні полотна, а потім до них пишуть історії, які допомагають дітям сприймати картини і формувати світогляд. У межах проекту видавництво організовує для дітей виставки картин, а також майстер-класи художників. Виставки проходять у художніх галереях і музеях багатьох міст України.
У 2013 році видавництво змінило назву на «Час майстрів» і продовжило свою діяльність як дитяче видавництво.
На сьогоднішній день видавництво проводить різноманітні заходи для дітей та батьків, організовує конкурси, бере участь у всеукраїнських книжкових ярмарках, виставках та фестивалях.
Керівник видавництва входить до складу журі міжнародного літературного конкурсу «Коронації слова». Видавництво всім своїм складом читає рукописи конкурсантів і робить свій вибір. Обраним конкурсантам «Коронації слова» надаєтся диплом «Вибір видавця» і нагородою є видання рукопису.
Також видавництво видає переможців літературного конкурсу «Корнійчуковська премія».

## Концепція видавництва
«Настав час Майстрів» — гасло видавництва. Завдання видавництва відшукати майстра і познайомити з ним дітей за допомогою книги. Робота видавництва спрямована не лише на видання книжок для дитячої аудиторії українською мовою, а також на популяризацію читання. Видавництво популяризує українські книжки шляхом роуд-шоу ДКГ, презентацій, організацій майстер-класів, участі в різних книжкових фестивалях.

## Автори
У каталозі видавництва: твори Юрія Нікітінського, Тамари Нестеренко, Віталія Кириченко, Тетяни Корнієнко, Алли Потапової, Анни Коршунової, Івана Андрусяка, Олега Симоненко, Анастасії Шевердіної, Кристини Терьохіної, Яни Хоменко, Катерини Лазірко, Анастасії Шульги та ін.
Крім того видавництво видає переклади Тімоте де Фомбеля, Ульріха Хуба, Ларса Клінтінга, Джеймса Крюса, Елеонор Портер, Марджері Вільямс, Антуана де Сен-Екзюпері, Анни Дьюдні, Марти Галевської-Кустра, Отфріда Пройслера, Ротраут Сюзанне Бернер, Меґґі О'Фаррелл, Адама Кея та інші.

## Видавничі і соціальні проекти
Найпопулярніші перекладні видання

### Найпопулярніші видання українських авторів
Важливою часткою видавничого портфелю «Часу майстрів» є публікація творів українських авторів з використанням ілюстрацій українських художників, що поділяється на кілька серій.
Серія «Розумний календар» включає книги-ігри, що відповідають новаторському духу видавництва: Адвент-календар «"Навколо світу за 24 різдвяні історії" Книжка-карта-квест» та Адвент-пазл-календар «Різдвяна таємниця Великдерева».
Серія «Книжка Нового року» зібрала видання, що турбуються про святковий настрій дітей і їх розуміння суті свята: «Книжка яку треба прочитати, до дня Святого Миколая», «Різдво. Книга, в якій сховалася душа», «Листи Катрусі до Святого Миколая та бабусі».
Серія «Комікс-книжка» включає, між іншим, видання «Маня та інші» та «Маня в селі», які написала та намалювала Наталія Герасименко.
Серія «Відкривай» включає книги «Експедиція за дивовижними тваринами», «Такі, як ми. Про тварин та їхні характери», що в художній формі розповідають про тварин, їх "суперсили", психологію поведінки, знайомлять з гіпотезами, науковцями та їх експерементами. Артбук «Ти і Малевич» знайомить дітей з творчістю видатного українського художника Казимира Малевича та занурює у світ мистецтва.
Популярними книжками серії «Рекомендуємо прочитати» козацьке фентезі Ярослава Яріша «Самійло», повість Анни Коршунової «Комп і компанія», яка здобула І премію «Коронації слова» у 2015 році та перемогла у конкурсі «Дитяча книга року ВВС» у 2017, підлітковий трилер «Украдені» Валентини Попелюшки, нагороджений Корнійчуковською премією.
Бестселери серії «Найкраще — дітям»: «Байки Езопа в переказі Олександра Виженка», що стала лавреатом Премії імені Лесі Українки в 2020 році, «Книга, яку треба прочитати до дня Святого Миколая» Віталія Кириченка, «Няв-гав-кар ква-му-га-ко» Олега Симоненка, що поєднала в собі літературне видання, відео та пісню, ставши прикладом еволюційного підходу видавництва до створення книги.
Видавництво підтримує і популярізує сучасних українських авторів, реалізуючи задачу "створювати книги як витвір мистецтва": «Біжи, Форесте, біжи!» Яни Хоменко, «Шафа, повна цукерок» Катерини Лазірко, «Слон під ліжком» Кристини Терьохіної, «Пригоди пусяки Сані» Аші Фредріксон, «Крамниця щастя» Анастасії Шевердіної, «Завтра новий день або На гілці старої яблуні» Тетяни Новацької-Тітаренко. А також відкриває нових авторів: «Зелений вовк» Анастасії Шульги, «Морквяні сніжинки» Нелі Назарчук.

### Найпопулярніші перекладні видання
- А.Сент-Екзюпері «Маленький принц» — Київ: Час майстрів, 2015—112 с.[11]
- Е. Портер «Поліанна» — Київ: Час майстрів, 2017—280 с.
- М. Вільямс «Вельветовий Кролик, або Як оживають іграшки» — Київ: Час майстрів, 2016—32 с.
- Дж. Крюс «Тім Талер або проданий сміх» — Київ: Час майстрів, 2016—104 с.[12]
- О. Пройслер «Крабат» — Київ: Час майстрів, 2024—366 с.
- Серія книг про Кицю-Мицю Аніти Їловінської;
- Серія книг «Бодьо» Марти Галевської-Кустра;
- Серія книг "Лама Лама червона піжама" Анни Дьюдні.

### Соціальні проекти
- Гумористичний конкурс «Найкумедніша історія року», його організували видавництво «Майстер-клас» та всеукраїнська освітня мережа «Щоденник.ua», для учнів 5–9 класів. 1 жовтня 2013 року журі у складі знаних українських письменників-сатириків В. Кириченка та Ю. Нікітинського визначили 13 найкращих робіт, які ввійшли до друкованої збірки «Найкумедніші історії 2013 року». Переможці конкурсу отримали авторські екземпляри своєї першої книги з автографами відомих українських письменників і призи від освітньої мережі «Щоденник.ua».

- Книжкові презентації, читання та зустрічі з авторами, що проводяться на базі бібліотек та книгарень.
- Клуб мам-рецензентів. Видавництво надає матерям дитячі книги для прочитання і рецензування, а мами відкрито (в Facebook, блозі чи на іншій платформі) публікують відгук.
- Конкурс буктрейлерів «Відкрий буктрейлером суть книги», який провели Українська бібліотечна асоціація спільно з видавництвом «Час Майстрів» в 2014 році.
- Участь у книжкових виставках та ярмарках («Книжковий Арсенал», «Арсенал ідей», «Медвин. Книжковий ярмарок», «Весняний книговир» та ін.)
- В 2023 році видавництво стало переможцем мистецького конкурсу проєктів, спрямованих на випуск книжкової продукції від Українського Інституту Книги в категорії «Твори для дітей та юнацтва»[13] з книгами "Хвости. Найперший детектив» Анни Захарук, «Біжи, Форесте, біжи!» та «Такі, як ми. Про тварин та їхні характери» Яни Хоменко.
- Підтримка бібліотек в рамках акцій книгодарування «Новинка для бібліотек», «Ящик книг для бібліотек» та «15 книг під ялинку 100 бібліотекам»[14], в рамках яких в 2024 році видавництво подарувало бібліотекам більше 1500 книг.

## Ілюстратори
- О. Шкаврон
- Г. Черненко
- В. Кириченко
- Н. Каламєєць
- Н. Міцкевич
- Ю. Сосницький
- О. Булькевич
- О. Кузнецова
- Е. Бугренкова
- Н. Дяченко-Китайгора
- Г. Проценко
- І. Потапенко
- Ю. Ганик